# 388 Bridge Street
388 Bridge Street es un rascacielos residencial de 590 pies en el centro de Brooklyn, en la ciudad de Nueva York (Estados Unidos). Contiene 378 unidades a precio de mercado, mezcladas entre 234 alquileres y 144 condominios. El edificio estaba originalmente en construcción como una torre de condominios antes de la crisis inmobiliaria de la década de 2000 y la posterior Gran Recesión. La construcción se detuvo de 2008 a 2012 debido a la recesión, pero se reanudó en 2013.
Cuando se coronó en 2013, superó al Brooklyner como el edificio más alto de Brooklyn, pero fue luego superado la torre AVA DoBro. En la actualidad el 388 Bridge Street es ahora el cuarto más alto de Brooklyn.

## Galería

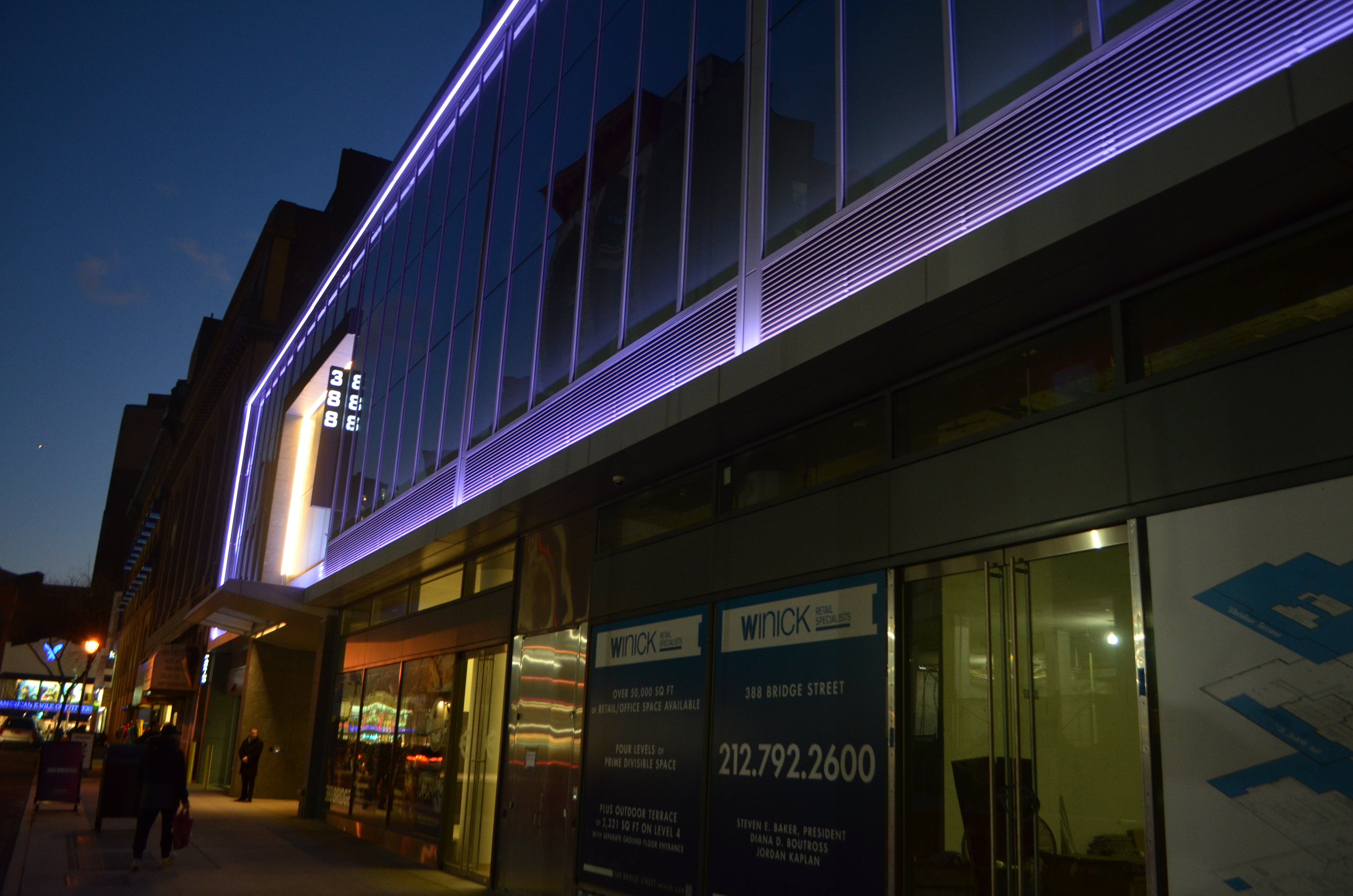
Entrada principal de la torre
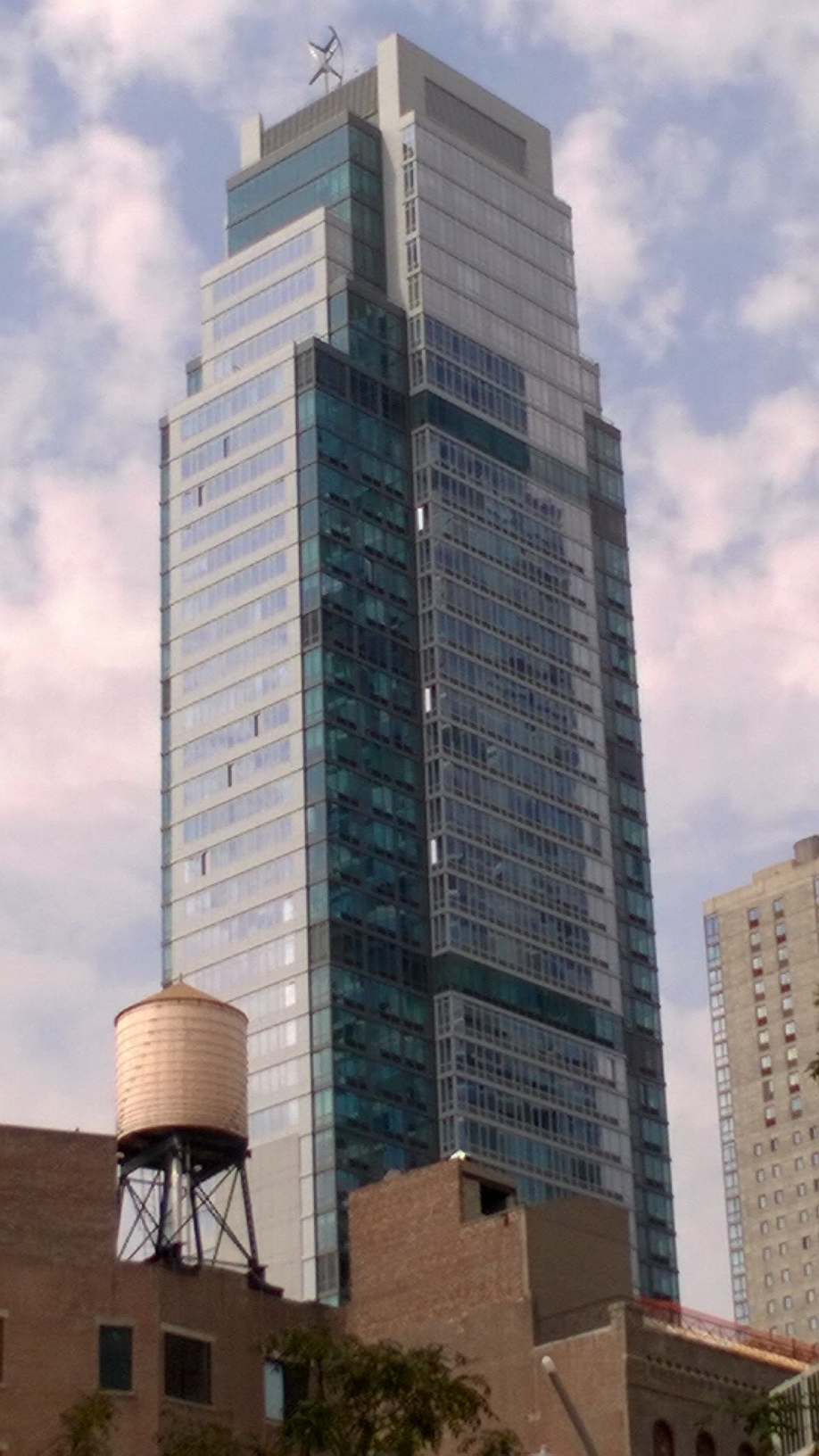
Fachada norte